# Pleasanton (Califórnia)
Pleasanton é uma cidade localizada no estado americano da Califórnia, no condado de Alameda. Foi incorporada em 18 de junho de 1894.

## Geografia
De acordo com o United States Census Bureau, a cidade tem uma área de 62,8 km², onde 62,4 km² estão cobertos por terra e 0,4 km² por água.

## Demografia
Segundo o censo nacional de 2010, a sua população é de 70 285 habitantes e sua densidade populacional é de 1 125,56 hab/km². Possui 26 053 residências, que resulta em uma densidade de 417,22 residências/km².

## Personalidades
- William Moerner (1953), Prémio Nobel de Química de 2014

## Lista de marcos
A relação a seguir lista as entradas do Registro Nacional de Lugares Históricos em Pleasanton.
- Heathcote-MacKenzie House
- John W. Kottinger Adobe Barn